# 路家遗址
路家遗址，位于山东省滨州市惠民县胡集镇路家村，是中华人民共和国山东省文物保护单位之一。
1992年6月12日，授予山东省文物保护单位，是一座古遗址。